# O, hur saligt att få vandra
O, hur saligt att få vandra är en hemlands- och pilgrimssång av Joël Blomqvist och Per Ollén 1876. En riktig "signatursång" för stora delar av 1800-talets väckelserörelse. Baptistpredikanten Jonas Stadling skrev 1880 en variant från den engelska versionen Shall We Gather at the River med titeln Få vi mötas vid den floden.
Melodin, i D-dur och fyra fjärdedelstakt, är skriven av Robert Lowry 1864. På melodin finns även en välspridd snapsvisa, Jag har aldrig vart på snusen som driver med melodins frikyrkliga bakgrund.
Psalmen förekommer som filmmusik i bland annat Anna Lans från 1943 och Prästen i Uddarbo från 1957.

## Publicerad som
- Nr 381 i Herde-Rösten 1892 utan angivande av författare eller kompositör. Under rubriken "På hemfärden".
- Nr 436 i Svenska Missionsförbundets sångbok 1920 under rubriken "Hemlandssånger".
- Nr 202 i Svensk söndagsskolsångbok 1929 under rubriken "Hemlandssånger".
- Nr 332 i Frälsningsarméns sångbok 1929 under rubriken "Jubel, erfarenhet och vittnesbörd".
- Nr 669 i Sionstoner 1935 under rubriken "Pilgrims- och hemlandssånger".
- Nr 444 i Guds lov 1935 under rubriken "Hemlandssånger".
- Nr 58 i Sions Sånger 1951 under rubriken "Församlingen".
- Nr 142 i Segertoner 1960.
- Nr 332 i Frälsningsarméns sångbok 1968 under rubriken "Det Kristna Livet - Jubel och tacksägelse".
- Nr 58 i Sions Sånger 1981 under rubriken "Församlingen".
- Nr 300 i Den svenska psalmboken 1986, 1986 års Cecilia-psalmbok, Psalmer och Sånger 1987, Segertoner 1988 och Frälsningsarméns sångbok 1990 under rubriken "Pilgrimsvandringen".
- Nr 576 i Svensk psalmbok för den evangelisk-lutherska kyrkan i Finland (1986) under rubriken "Det kristna hoppet".
- Nr 669 i Lova Herren 1988 under rubriken "Det himmelska hemmet".
- Nr 96 i Sångboken 1998.